# Пам'ятник Корнелю Уєйському в Щецині
Пам'ятник Корнелю Уєйському містився у Львові на вулиці Академічній у 1901—1946 роках.

## Історія
Вже на початку жовтня 1897 року Рада міста Львова одностайно прийняла пропозицію свого члена Мархвіцького спорудити пам'ятник Уєйському. Тоді ж сформували Комітет побудови, головою якого обрали президента міста Львова Ґодзіміра Малаховського.

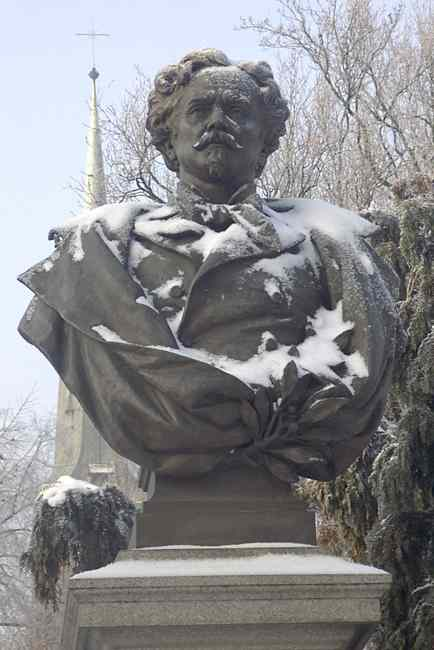
Пам'ятник Корнеля Уєйського в Щеціні

«Погас співець Нації, дорогий усій Польщі, а нам тим більше любий, бо жив із нами і творив серед нас — бо місто наше і його околиці тішилися ним довгі літа, бо ми його особисто знали, любили, вшановували не лише як геніального поета, але і як людину, бо він увійшов в наші душі, бо нам з ним здавалося, що він до нас, до львів'ян, більше, ніж до інших належить»,
 — говорив Ґ.Малаховський.
3 жовтня 1898 в пресі оприлюднили прохання давати пожертви на пам'ятник.
25 жовтня 1900 Рада міста Львова вирішила встановити монумент на Академічній вулиці (тепер проспект Шевченка) перед головним входом до Міського казино. Для виконання бронзового погруддя поета запросили скульптора Антонія Сулиму Попеля (згодом автора пам'ятника Міцкевичу). Відлив здійснювала віденська фірма Фрідріха Круппа.
Монумент урочисто відкрили 8 грудня 1901. На фронтовому боці постаменту видніло «Корнель Уєйський», зі зворотного боку — слова з поетового вірша: «Народе мій, будь щасливий», а під ними — напис дрібними літерами «К.Уєйський».
1946 року пам'ятник був демонтований, а 1950 — перевезений до Польщі. Там спочатку був розміщений у Вілянівському парку (Варшава), де тимчасово зберігалися польські пам'ятники та меморіальні таблиці, вивезені з Західної України та Західної Білорусі.
27 листопада 1956 пам'ятник перенесли до Щеціна. Проте його офіційне відкриття на новому місці відбулося щойно 9 грудня 2006.